# Шапки ерихонские русских царей
Шапки ерихонские русских царей — шесть парадных шлемов-шишаков типа ерихонка, хранящиеся в Оружейной палате Московского Кремля.
Эти шлемы использовались «при московском дворе во время торжественных военных смотров в качестве царского наголовья». Они примечательны тем, что в большинстве своем переделаны из восточного доспеха и украшены арабскими кораническими надписями.

## Характеристика
Сотрудники Оружейной палаты указывают: «в описях оружия русских царей и аристократов XVII века особо выделяются боевые изголовья, называвшиеся „шапками ерихонскими“ или „ерихонками“. Купола этих шлемов различны по форме (известны полусферические, конические и сфероконические), однако и каждом из этих случаев к куполу крепились науши, назатыльник и козырек с наносной стрелкой. Ещё одним важным отличием ерихонок от других наголовий является их декор, явно парадный по своему характеру».
Наиболее полное описание шлемов оставил Ф. Г. Солнцев в своей книге «Древности Российского государства», создав, однако, некоторую путаницу в именовании шапок.

## Список
| Илл. | Название                                                                           | Автор, дата                       | Описание |  |
| ---- | ---------------------------------------------------------------------------------- | --------------------------------- | --- |  |
|      | Шапка ерихонская Михаила Фёдоровича,(«Большая ерихонка», шлем Александра Невского) | Никита Давыдов,1621 (инв. ОР-119) | Украшен изображением архангела Михаила. Самый дорогой из шлемов-ерихонок. Помещен на герб Российской империи. Арабская надпись на шлеме гласит: «Помощь от Аллаха и близкая победа. Сообщи же благую весть верующим!» |  |
|      | Шлем-«шапка ерихонская» царя Алексея Михайловича                                   | Турция, XVII в. (инв. Ор-163)     | Серебро, сталь булатная, ткань шелковая. Резьба, ковка, чеканка, насечка золотом, золочение. Арабская надпись на шлеме гласит: «Аллах — нет божества, кроме Него, вечно живого, вечно сущего. Не властны над Ним ни дремота, ни сон…». У Солнцева описание отсутствует. |  |
|      | Кучумовская шапка-ерихонка, Шлем «Шапка кучумовская»                               | Иран, XVI век (инв. Ор-164)       | Шлем был поднесен царю Алексею Михайловичу князем Борисом Петровичем Шереметевым. Неизвестно, откуда взялось его определение как «шапка кучумовская». Однако легенда о принадлежности шлема хана Кучуму, возможно, послужила поводом для его выдачи внуку Кучума — «сибирскому царевичу» Алексею Алексеевичу, которому «27 января 1664 г. государь приказал быть на своем государском смотру у наряду» (у артиллерии). Описание Солнцева: Читать Этой ерихонской шапкой, как видно из переписной книги 1687 г., ударил челом царю Алексею Михайловичу боярин и дворецкий Борис Петрович Шереметев. По той же переписной книге она называется Кучумовской и, судя по этому сказанию, если принадлежала не собственно Сибирскому владетелю (салтану) Кучуму, то, может быть, племяннику, а по «Строгановской летописи», сыну его Маметкулу, взятому в 1582 г. в плен и служившему впоследствии в русских ополчениях. Эта ерихонская шапка (в описи Оружейной палаты — № 3) красного булата, насечена по венцу и по тулье в узор золотыми травами; внизу по венцу опушка из чеканенного золота, в которой вставлены смазни, или стекла с подкладкой. Верх шапки украшен золотой с небольшим яблоком трубкой, покрытой разноцветной финифтью. Нос и наушни булатные с насечкой; тыл булатный же, состоящий из одной пластинки без насечки; на шапке в венце против наушней находятся в золотых гнездах два небольших лала. В опушке красных смазней шесть, и один синий, да пустых мест десять. В слухах в каждом по одному лалу; на тех же наушнях по краю искр бирюзовых и лаловых по десяти; пустых мест шесть; на носу вверху одно бурмицкое зерно. Вся шапка подбита красным атласом на хлопчатой бумаге. В переписной книге царской Оружейной казны 1687 г.: «Шапка Ерихонская булат красной, по булату венец и ушки наведены травы по нарезке золотой, у каймы под венцом опушка золотая чеканная, в опушке в венце восемь камешков червчатых, да восемь лазоревых смазней, да в венце над ушьми по лалику; уши прорезные, на ушках на прорезке по лалу; опушка около ушей серебреная, в опушке в обоих ушах по шти бирюзок да по шти искорок яхонтовых и лаликовых; в ушах же по колечку привязному золотому; у затылка кайма, около наведены сусальным золотом; у затылка ж три чепи серебреные золоченые; в затылках же по краям семь гвоздей серебреных золоченых окрепочных, чем окреплена подкладка; на носу наведены травы чеадайские по нарезке золотом, наверху зерно бурмицкое; подвершье травы мелкие чеадайские наведены золотом по нарезке; городок золотой наведен финифты розными на фряское дело; подкладка отлас червчат; завязки у тое шапки отлас жёлтой; на затылке бывало золочёно сусальным золотом; в золотом венце шесть мест порозших выпалых камышков; в прежних переписных книгах под тою статьею написано по сказке мастеров: „бывала та шапка Кучумовская, ударил челом Государю Борис Петрович Шереметев“. А по нынешней переписи рч`є года (1687) и по осмотру, та шапка против прежних переписных книг сошлась, завязок нет, цена двести двадцать рублев; а в прежней описной книге написана вторая». |  |
|      | Шапка ерихонская (шлем) князя Федора Ивановича Мстиславского                       | Турция, XVI в. (инв. Ор-118)      | Булатная сталь, серебро, рубины, бирюза, ткань; ковка, чеканка, насечка золотом, резьба. «Колпак шапки сравнительно невысокий, граненый. Насечка золотом с особенным вкусом исполнена на козырьке и назатыльнике: в „ковровый“, золотой по темному булатному фону, растительный орнамент введены фигурные клейма с „обратным“ колористическим решением — это темный орнамент по золотому фону. Ерихонская шапка значится в „Росписи, что взято в Государеву казну после смерти князя Ивана Федоровича Мстиславского 130 (1622) году апреля в 3-й день“. В оружейной казне российских государей она имела очень высокий статус. В Переписной книге 1686/87 г. была оценена в 330 рублей и среди всех ерихонских шапок помещена на третьей позиции, причем тут же отмечено, что в „прежней описной книге“ она была „написана первою“. В 1654—1656 гг. ерихонка сопровождала царя Алексея Михайловича в Смоленском и Рижском походах». Описание Солнцева: Читать "Примечание. Прежние ярлыки, бывшие на ерихонских шапках князя Ф. И. Мстиславского, боярина Прончищева и Алексея Михайловича Львова, вероятно, были перемешаны, а потому и на рисунках подписи, по поверке с описными книгами 1687-го и 1701 г., оказались ошибочны: ерихонская шапка вывоза Прончищева названа шапкой князя Ф. И. Мстиславского, а шапка Мстиславского шлемом царя Алексея Михайловича. Изображенная на рисунках № 10, 11 ерихонская шапка, по описи Оружейной палаты 1835 г., означена под № 6; она из красного булата, от венца до вершины отерта продольными плоскими гранями, поперек которых сделаны три узких пояска в виде обручиков: один вверху венца, другой посредине тульца, третий разделяет на две части тулью между граненой, украшающей верх шишечкой и средним ободком. Верхушка и края венца, также местами щиток, наушни и затылок, состоящий из одной пластины, наведены золотом. На верхушке носа и посредине венца золотая подпись, состоящая из арабских букв. На тулье и щитке гвоздей серебряных с рубчатыми головками десять, да малых горошчатых сорок два. По наушням и затылку гвоздей с дорожчатыми головками десять, горошчатых золоченых и не золоченых — двести сорок два. Затылок состоит из одной выгнутой пластины, прикрепленной тремя серебряными цепочками. Вся шапка подбита красным, стеганным на хлопчатой бумаге атласом. При ней для подвязки четыре лопасти атласных же, из них две красные и две желтые. По переписным книгам 1687-го и 1701 г., описание её следующее: «Шапка Ерихонская булат красной, отерта на грани, венец по нарезке наведен золотом, меж наводки слова Арабские, и поверх венца мишенцы да четыре мишени больших; подвершье и яблочко, уши и полка, и затылок наведены золотом, промеж навод слова Арабские, да на ушах сто сорок гвоздей горощетых, да в полке и в венце, и в ушах в закрепке двадцать гвоздей репчатых, да на венце и на полке и на затылке и на ушах дорога серебряная золочёна, а в ней в закрепке тридцать гвоздиков маленьких горощетых; опушка у дороги и около венца и полки, и затылка, и ушей сканная, у затылка три чепи серебреные золочёны, нос прорезной наведен золотом травы, подложены отлас червчат, да по две завязки отлас червчат жолт. А в прежних переписных книгах под тою статьею написано по сказке мастеров: та шапка Афанасьевскаго вывозу Прончищева. А по нынешней переписи рч`є года и по осмотру, та шапка против прежних переписных книг сошлась; цена той шапке триста пятьдесят рублев; а в прежней описной книге написана четвёртая».Примечание. Прежние ярлыки, бывшие на ерихонских шапках князя Ф. И. Мстиславского, боярина Прончищева и Алексея Михайловича Львова, вероятно, были перемешаны, а потому и на рисунках подписи, по поверке с описными книгами 1687-го и 1701 г., оказались ошибочны: ерихонская шапка вывоза Прончищева названа шапкой князя Ф. И. Мстиславского, а шапка Мстиславского шлемом царя Алексея Михайловича. Изображенная на рисунках № 10, 11 ерихонская шапка, по описи Оружейной палаты 1835 г., означена под № 6; она из красного булата, от венца до вершины отерта продольными плоскими гранями, поперек которых сделаны три узких пояска в виде обручиков: один вверху венца, другой посредине тульца, третий разделяет на две части тулью между граненой, украшающей верх шишечкой и средним ободком. Верхушка и края венца, также местами щиток, наушни и затылок, состоящий из одной пластины, наведены золотом. На верхушке носа и посредине венца золотая подпись, состоящая из арабских букв. На тулье и щитке гвоздей серебряных с рубчатыми головками десять, да малых горошчатых сорок два. По наушням и затылку гвоздей с дорожчатыми головками десять, горошчатых золоченых и не золоченых — двести сорок два. Затылок состоит из одной выгнутой пластины, прикрепленной тремя серебряными цепочками. Вся шапка подбита красным, стеганным на хлопчатой бумаге атласом. При ней для подвязки четыре лопасти атласных же, из них две красные и две желтые. По переписным книгам 1687-го и 1701 г., описание её следующее: «Шапка Ерихонская булат красной, отерта на грани, венец по нарезке наведен золотом, меж наводки слова Арабские, и поверх венца мишенцы да четыре мишени больших; подвершье и яблочко, уши и полка, и затылок наведены золотом, промеж навод слова Арабские, да на ушах сто сорок гвоздей горощетых, да в полке и в венце, и в ушах в закрепке двадцать гвоздей репчатых, да на венце и на полке и на затылке и на ушах дорога серебряная золочёна, а в ней в закрепке тридцать гвоздиков маленьких горощетых; опушка у дороги и около венца и полки, и затылка, и ушей сканная, у затылка три чепи серебреные золочёны, нос прорезной наведен золотом травы, подложены отлас червчат, да по две завязки отлас червчат жолт. А в прежних переписных книгах под тою статьею написано по сказке мастеров: та шапка Афанасьевскаго вывозу Прончищева. А по нынешней переписи рч`є года и по осмотру, та шапка против прежних переписных книг сошлась; цена той шапке триста пятьдесят рублев; а в прежней описной книге написана четвёртая». Надписи на арабском языке на тулье шлема: «Во имя Бога благого и милосердного дал тебе победу явную, да отпустит бог тебе грехи, которые содеял ты и которые сотворишь исполнит тебя господь благодати своей, наставит на путь правды и укрепит помощью преславной. Надписи на наушах: Боже единосущный царь всяческих, бессмертный, премудрый, святый». |  |
|      | Шапка-ерихонка князя Алексея Михайловича Львова                                    |                                   | Описание Солнцева: Читать Булатный шлем, хранящийся в Оружейной палате под № 5, по описи 1687 г., составленной по «прежним переписным книгам», означен «Князя Алексея Михайловича Львова», окольничего при царе Михаиле Федоровиче. Подвершье, венец, щиток, нос, бармица и наушки насечены золотом в узор с арабскими речениями из Корана, сходными с изображенными на шлеме благоверного великого князя Александра Невского. В описи 1687 г., листы 462—463, он означен четвёртым и описан следующим образом: «Шапка Ерихонская з долами, булат красной, венец и в венце в наводе слова Арабские, по верху венца кайма и под верхним венцом кайма ж и над каймою подвершье наведено золотом, да наверху яблоко золочёно гладью; дорога на затылке и на ушках и на полке круглая гладкая золотая; на ушках сто шестьдесят гвоздей горощетых да десять репейчатых серебреных золоченых; на венце и на полке в закрепке десять гвоздей репейчатых; уши и затылок и полка наведены золотом, промеж наводу слова Арабские; у затылка три чепи серебреные с пробойцы золочёны; нос прорезной наведен золотом травы; подложено отласом червчатым да по две завязки отлас желт да червчат. В прежних переписных книгах под тою статьею написано, по сказке мастеров: та шапка Князя Алексеевская Михайловича Львова. А по нынешней переписи рч`є года (1687) и по осмотру, та шапка против прежних переписных книг сошлась; цена той шапке триста рублей; а в прежней описной книге написана третья». |  |
|      | Шлем-шапка «ерихонская» боярина Афанасия Осиповича Прончищева                      | Турция, 30-е гг. XVII в.          | Сталь булатная, серебро, шелковая ткань, ковка, чеканка, резьба. Принадлежал царю Михаилу Федоровичу. Привезен из Константинополя послом Афанасием Осиповичем Прончищевым. «Парадный шлем — „шапка ерихонская“ — выкован из булатной стали. Назатыльник прикреплен к тулье тремя серебряными цепочками. На козырьке укреплена носовая стрелка с прорезной надписью. Почти всю поверхность шлема покрывает „кружево“ насечённого золотом стилизованного орнамента и надписей — изречений из Корана». «Шлем был привезен в Россию в 1633 году Афанасием Прончищевым, побывавшим во главе русского посольства в Стамбуле. Посольство принимали с большими почестями, однако на обратном пути корабль попал в бурю, а жители Кафы (Феодосии) чуть не убили послов. Несмотря ни на что, Прончищеву удалось сберечь и доставить государю ценности, среди которых был и парадный шлем». Описание Солнцева: Читать При описании шапки вывоза боярина Афанасия Прончищева (рис. № 10, 11) мы объяснили причину ошибочной подписи, сделанной на рисунках ерихонских шапок Алексея Михайловича Львова, Прончищева и Мстиславского. Шлем, изображенный на рисунках № 16 и 17, подписанный: «царя Алексея Михайловича», принадлежал, как оказалось теперь, по рассмотрении старинных описей 1687-го и 1701 г., боярину князю Федору Ивановичу Мстиславскому. В описной книге государевой Оружейной казны 1687 г. он означен в числе ерихонских шапок третьим: «Шапка Ерихонская булат красной, наведена по нарезке золотом, нос и уши прорезные; венец и кайма поверх венца, и затылок, и полка наведены золотом же, в ушах в закрепке девяносто шесть гнезд серебреных горощетых, да в венце и в полке и в ушах двадцать гвоздей серебреных золоченых, репчатых; верх и яблочка и плащи чеканные золотые с каменем, каменье бирюз и винисок пятьдесят восемь; около шапки и полки и затылка и ушей дорога серебреная позолочена; по верхним плащам кайма наведена по нарезке золотом; на носу в гнездех камень яхонт лазорев с дырою; на носу ж на спне в закрепке два зерна бурмицких, подложены отласом червчатым; на ушах по две завязки отласных по червчатой, да по жёлтой; у затылка три цепочки серебряных золочёны; а в прежних переписных книгах под тою статьею написано по сказке мастеров: та шапка бывала Князя Федора Ивановича Мстиславскаго. А по нынешней переписи рч`є года и по осмотру, та шапка против прежних переписных книг сошлась; чехол суконной красной; по осмотру, на затылке у чепочки гвоздика нет. Цена той шапке триста тридцать рублев, а в прежней описной книге написана первою». |  |